# MHC Martin
Il MHC Martin è una squadra di hockey su ghiaccio di Martin, in Slovacchia. La squadra milita nell'Extraliga, il massimo campionato slovacco.

## Storia
Il club è stato fondato nel 1932 e dal 1933 ha militato nelle divisioni inferiori del campionato di hockey su ghiaccio cecoslovacco, perlopiù nella seconda divisione.
Dopo lo scioglimento della Cecoslovacchia, nel 1993 il Martin entrò nell'Extraliga, e il terzo posto conquistato al termine di quella stagione è il miglior risultato conseguito in campionato. Retrocesse poi dopo la stagione 1999-2000, ma fu nuovamente promossa nel 2005.
Nel 2007-2008 giunse terza nella regular season, guadagnando così la qualificazione alla IIHF Continental Cup 2008-2009, che la squadra si è aggiudicata.

## Palmarès

### Trofei internazionali
- IIHF Continental Cup: 1

2009

## Giocatori famosi
- Miroslav Mornár
- Zdeno Cíger